# Le Régiment monstrueux
Le Régiment monstrueux est le vingt-neuvième livre des Annales du Disque-monde de l'auteur anglais Terry Pratchett. L'œuvre originale est publiée en 2003 sous le titre Monstrous Regiment et en français sous le nom Le Régiment monstrueux, traduit par Patrick Couton, en 2007.
Dans un royaume où les hommes héritent de tous les biens de valeur, une jeune femme, Margot Barette, se travestit pour échapper au mariage, intégrer l'armée et retrouver son frère. Elle y découvre que presque tout son régiment est constitué de femmes travesties et d'hommes trans.
Le roman a fait l'objet de nombreuses analyses académiques et amatrices sur son approche de la guerre et du genre. Il reçoit un succès commercial important, comme tous les romans du Disque-monde, et un accueil critique mitigé, étant selon les commentateurs le meilleur roman de Terry Pratchett, le deuxième pire, ou simplement dans la moyenne de la série.

## Histoire

### Résumé
La Borogravie est régie par une duchesse qui vit recluse depuis des décennies. La religion majoritaire y est le nugganisme, dont la caractéristique principale est que son dieu unique, Nuggan, ajoute constamment de nouvelles abominations à éviter ou sanctionner. La Borogravie est constamment en guerre avec ses nombreux petits pays voisins, actuellement contre la Zlobénie. Leur frontière est déterminée par une rivière, la Knek, qui sort régulièrement de son lit, causant beaucoup de conflits. D'après la religion nugganiste, les tours clic-clac, des sémaphores à mi-chemin entre le télégraphe et Internet, sont des abominations. Lorsqu'une tour zlobène se retrouve du côté borograve de la frontière à cause d'une crue de la Knek, l'armée borograve la détruit. Or, le réseau appartient à la puissante Cité-État d'Ankh-Morpork et ces destructions lui coûtent cher. Ankh-Morpork s'allie donc avec la Zlobénie et envoie sur place son nouveau consul Samuel Vimaire pour mettre fin à la guerre.
Le roman suit les aventures de Margot Barette, une jeune femme borograve dont le frère, Paul, s'est engagé dans l'armée l'année précédente.
Elle se déguise en homme et se fait appeler Olivier pour intégrer le dixième régiment des fantassins, surnommé Dedans-Dehors ou les Joyeux fromagers. Margot s'engage aux côtés de plusieurs nouvelles recrues : un Igor, un troll nommé Carborondum, Maladict le vampire (il est ruban noir, c'est-à-dire qu'il refuse de boire du sang humain) et quatre jeunes hommes surnommés Biroute, Chouffe, l'Asperge et Pignole. Le régiment est dirigé par l'odieux caporal Croume et son supérieur direct, le sergent Jackrum.
Lors d'une pause toilettes, une personne qu'elle ne reconnaît pas dans le noir lui donne une paire de chaussettes à glisser dans ses sous-vêtements, laissant entendre que quelqu'un connaît son identité réelle. À une pause toilettes suivante, Margot tombe sur l'Asperge en train d'uriner assis : il s'agit en réalité d'une femme, dont elle suppose qu'elle accompagne son compagnon, Biroute.

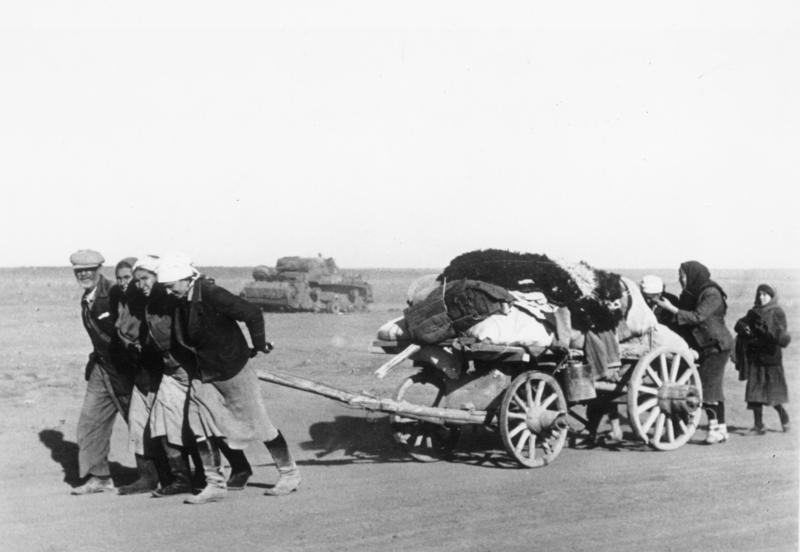
Le régiment rencontre de nombreux réfugiés portant leurs affaires dans des charrettes.

Un peu plus tard, en route pour le camp d'entraînement, le régiment rencontre un groupe de déserteurs invalides puis un torrent de réfugiés. Margot trouve un bout de papier déchiré, qui provient du journal morporkien Le Disque-monde et dont le titre est « « Pas de reddition » à l'alliance, déclare la duchesse (97 ans) ». L'ensemble de ces informations permettent au régiment de comprendre que la propagande gouvernementale affirmant que la Borogravie est au bord de la victoire est complètement fausse. Les jeunes recrues arrivent au camp militaire de Plotz où elles rencontrent leur nouveau supérieur, le lieutenant Blouse. Blouse leur annonce qu'en raison des nouvelles de la guerre, le régiment sera envoyé directement au front sans passer par le camp de formation. Il explique aussi que ce groupe est le seul qui ait pu être recruté et qu'il n'y a plus personne d'éligible dans le pays.
En préparant à manger, Chouffe renverse un plat sans le faire exprès et dit « miel » au lieu de « merde » : Maladict et Margot s'accordent à dire que ce refus de jurer signifie que Chouffe est une femme. Maladict laisse entendre qu'il sait que Margot est une femme, et elle en déduit qu'il est la personne mystérieuse qui lui a fourni les chaussettes son premier jour. Le lendemain, le groupe découvre la désertion du caporal Croume. Margot voit Pignole prier devant un portrait de la duchesse, mais à la fin de sa prière, Pignole fait la révérence au portrait plutôt que le salut masculin : il s'agit donc là aussi d'une femme.
Dans le village suivant, le groupe croise une patrouille de cavalerie zlobène. Margot se cache dans un bar et enfile un jupon pour se faire passer pour une simple serveuse. Elle ligote le capitaine de la patrouille, le prenant par surprise. Elle est rejointe par le reste du régiment : ensemble, ils attachent les soldats et leur volent leurs vêtements, l'armée borograve n'ayant pas eu les moyens de leur fournir un uniforme décent. Maladict dit à Margot que Biroute, le compagnon de l'Asperge, est en réalité elle aussi une femme, ce qui surprend Margot qui n'a jamais rencontré de lesbiennes. Cela signifie que toutes les recrues humaines du régiment sont des femmes.
Les soldats rencontrent le journaliste morporkien Guillaume des Mots et son photographe, le vampire Otto Chriek. Il leur donne des nouvelles très sombres du front et leur annonce que l'homme qui se faisait passer pour le capitaine des zlobènes dans l'auberge était en réalité le prince Heinrich, qui gouverne la Zlobénie. Chouffe regroupe toutes les recrues du régiment sauf Igor, occupé à soigner des soldats, et les confronte quant à leur genre. Toutes les humaines confirment, ainsi que Carborondum qui s'appelle en réalité Jade, tandis que Maladict contourne le sujet.
Le régiment se rend compte que Croume les a suivis et fouille dans leurs affaires pendant la nuit. Il a volé les grains de café de Maladict et les cheveux longs que Margot conservait avec elle. La perte des grains de café de Maladict est très grave : il explique que quand on est un vampire qui ne boit pas de sang, on doit détourner son envie insatiable vers une autre activité, boire du café dans son cas. En l'absence de café, il va commencer par être très irritable, puis subir des hallucinations contagieuses. La dernière étape du processus est le retour vers le vrai vampirisme. Igor révèle être en réalité une Igorina, confirmant les soupçons de Margot. De son côté, Vimaire a envoyé deux policiers, la louve-garou Angua von Uberwald et le Nac mac Feegle Dingo Swires, filer le régiment.
Le régiment tombe à nouveau sur Guillaume des Mots, le journaliste, qui leur apprend que l'armée borograve tout entière est tenue prisonnière dans la forteresse de la vallée de la Kneck, et que leur escouade est peut-être la dernière encore en liberté. Blouse veut reprendre la forteresse contre l'avis de Jackrum. Chouffe essaie de faire du café à base de glands moulus, qui permet à Maladict de contrôler un peu mieux ses hallucinations sans toutefois les faire disparaître. Igorina se prépare quand même à devoir le tuer si nécessaire, ce que Margot refuse catégoriquement. Margot discute avec Pignole, qui s'appelle en réalité Alice et lui dit s'être engagée dans l'armée après avoir eu une vision de la Duchesse lui en donnant l'ordre.

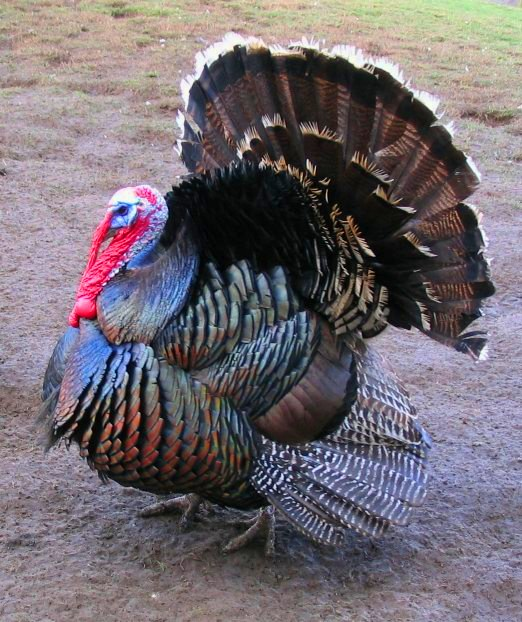
Une dinde apparue par miracle sauve la vie du régiment.

Le groupe tombe sur des espions qui envoient un message codé à une tour clic-clac et Blouse comprend immédiatement comment leur répondre. Il leur envoie des fausses informations. Les soldates partent ensuite faire de la reconnaissance autour de la forteresse. Margot est sur le point d'être découverte par des soldats quand soudain, une dinde sauvage arrive de nulle part, apparemment apportée par télékinésie par Pignole qui serait possédée par l'esprit de la duchesse. La dinde accapare l'attention des éclaireurs et permet aux soldates de s'enfuir.
La forteresse est imprenable, mais Margot suggère que les femmes pourraient se déguiser en lavandières pour y entrer, comme dans certaines histoires populaires. Elle manipule Blouse pour lui faire croire que l'idée vient de lui, mais s'il reprend l'idée telle quelle, ne sachant pas que ses recrues sont toutes des femmes, il affirme vouloir se déguiser lui-même. Il affirme être doué en travestissement, ayant fait partie d'une troupe de théâtre dans son pensionnat pour garçons.
Une fois Blouse parti vers la forteresse, Maladict fait une nouvelle crise à cause du sevrage. Alors qu'il est sur le point d'attaquer ses compagnes, il est assommé par un paquet de café que Dingo Swires a lâché du ciel au-dessus de lui. Chouffe et Margot discutent : Chouffe, qui s'appelle Babette, est enceinte d'un jeune homme inconnu qui est immédiatement parti au front et qu'elle veut retrouver avant d'accoucher.
Margot annonce vouloir se déguiser en lavandière pour infiltrer la forteresse. S'opposant à Jackrum, elle comprend qu'il sait que toutes ses recrues sont des femmes, et il lui explique en avoir vu beaucoup au cours de sa carrière : c'est en réalité lui qui lui a donné les chaussettes son premier jour,. Il les amène dans une maison close où les humaines et Igorina volent des vêtements aux prostituées. Les cinq femmes arrivent à la forteresse où elles retrouvent le lieutenant Blouse, qui n'a étonnamment eu aucun mal à s'infiltrer.
Pignole explique aux lavandières et à ses camarades que Nuggan est mort, et que les abominations n'ont plus aucune valeur. Elle affirme que la Duchesse est par contre bien parmi eux. Essayant d'aller libérer l'état-major, Blouse et ses soldates tombent sur une crypte emplie de zombies. Alors qu'ils sont sur le point de mourir, une silhouette de femme lumineuse sort du corps de Pignole et les sauve. Pignole perd connaissance et le régiment est fait prisonnier par les Zlobènes. Margot avoue à Blouse que son équipe est entièrement féminine, ce qu'il accepte sans difficulté, ayant lu des récits héroïques de commandantes militaires d'autres pays.
Le seigneur d'Ankh-Morpork, Rouille, vient rendre visite aux prisonniers et leur propose de les ramener chez eux, affirmant aussi que Jade et Maladict ont été capturés. Le régiment refuse. L'Asperge crée une bombe artisanale qui permet à l'armée borograve de commencer à reprendre la forteresse. Le régiment tombe sur un commandant borograve qui les enferme pour les faire juger en raison de leur travestissement. On leur assigne un défenseur, le commandant Socqueton, qui propose de les renvoyer chez elles avec une pension de veuves, ce que toutes refusent à nouveau. Elles sont donc envoyées au tribunal militaire, où elles sont jugées par le légendaire général Froc. Il leur intime de rentrer chez elles, leur promettant une belle dot qu'elles refusent à nouveau. Froc tente une autre approche, celle de donner une promotion à Blouse et d'affirmer que les soldates se sont contentées de l'aider, ce qui ne fait pas d'elles des militaires et règle le problème de l'interdiction des femmes dans l'armée. Alors que les soldates se préparent à encore refuser, Igorina annonce que Pignole est en train de mourir.
Jackrum arrive et annonce que l'armée a repris l'intégralité de la forteresse. Il demande la sortie d'un peu plus de la moitié des personnes dans la pièce avant de révéler que toutes les personnes encore présentes, y compris le général Froc, sont des femmes travesties. Froc propose de considérer les membres du dixième régiment comme des hommes et de les démobiliser avec les honneurs, mais Margot refuse encore une fois, disant vouloir être une femme militaire et reconnue en tant que telle. Pignole se ranime soudain : elle est possédée par l'esprit de la Duchesse. Elle ordonne aux militaires de combattre Nuggan et de se trouver un dieu digne de leur foi. Après cette manifestation divine, Froc autorise les femmes à intégrer l'armée borograve, mais leur demande de ne pas outer leurs aînées.
Margot, Jade et Maladict sont envoyées pour négocier les termes de la trêve avec le camp ennemi, représenté par Samuel Vimaire. Maladict confie à Margot que son vrai nom est Maladicta. Margot demande à Vimaire que les autres pays laissent la Borogravie tranquille le temps de changer ses mœurs.

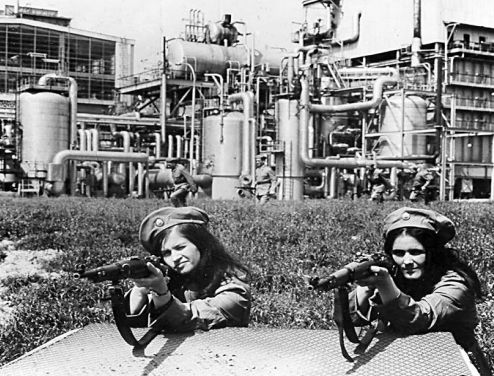
Les femmes peuvent désormais être soldates dans l'armée borograve sans se travestir.

Elle retrouve son frère, que Vimaire a gardé en sécurité. Des soldats retrouvent Jeannot, le garçon qui a mis Chouffe enceinte, mais elle refuse de le reconnaître et s'installe à l'auberge avec Margot, Paul et son fils nouveau-né, Jeanjean. Margot retrouve Jackrum et lui dit qu'elle a compris qu'il est lui aussi une femme. Jackrum a aujourd'hui trois petits-enfants. Margot l'encourage à retrouver sa famille, mais Jackrum refuse d'être une vieille femme aux crochets de son fils : Margot lui propose de continuer à vivre en homme, et il accepte l'idée. Pignole devient servante dans la maisonnée du général Froc. Biroute et l'Asperge partent vivre ensemble. Jade se marie et Igorina devient gynécologue dans la capitale. Margot et Maladicta s'engagent en tant que recruteuses dans l'armée, pouvant désormais recruter des femmes. Leurs deux premières recrues sont des jeunes femmes travesties, à qui Margot donne le choix entre rester travesties avec les conseils de leurs aînées ou s'engager comme femmes.

### Place dans la série

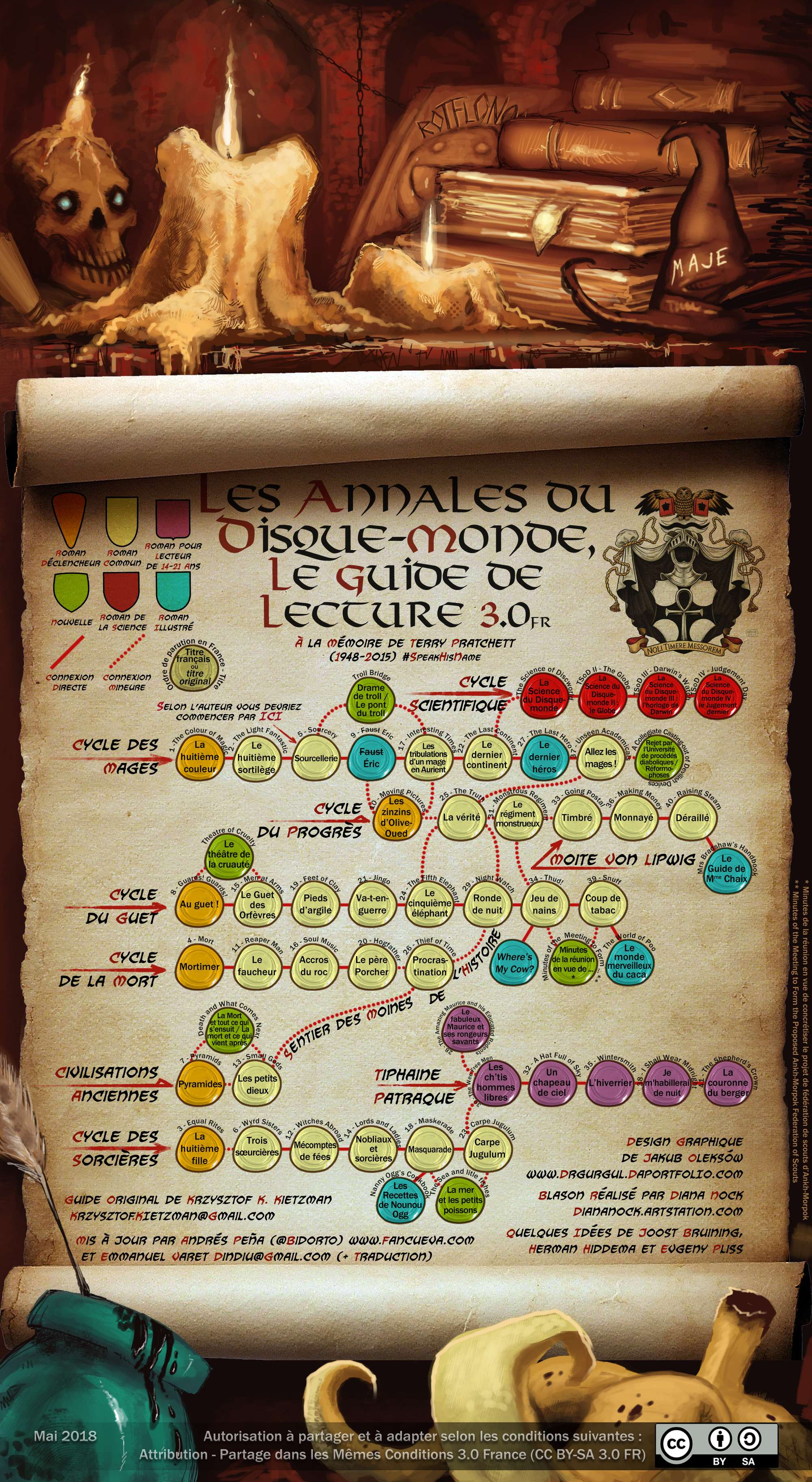
Le roman est ici considéré comme faisant partie du cycle du progrès.

Comme la plupart des autres romans des Annales du Disque-monde, Le Régiment monstrueux n'a pas de découpage en chapitres.
Le Régiment monstrueux est un roman indépendant des Annales du Disque-monde, avec des personnages et des lieux qu'on ne retrouve que dans ce tome. Les personnages principaux habituels des romans, en particulier du Guet municipal d'Ankh-Morpork, y jouent un rôle important mais sont présentés comme des parfaits inconnus pour Margot. Seuls certains passages sont racontés du point de vue de Samuel Vimaire. Le roman peut donc être lu séparément des autres de la série. Le roman est parfois considéré comme faisant partie du cycle du progrès plutôt qu'indépendant.
Si de nombreux romans de Terry Pratchett traitent du genre et de féminisme, particulièrement dans la série des sorcières, Le Régiment monstrueux est celui qui y accorde le plus d'importance.

### Personnages

#### Borograves

##### Membres du régiment
Le lieutenant Blouse est à la tête du régiment. Jeune et maigre, il voit très mal sans ses lunettes et ne sait absolument pas manier une épée. Enfant, il fréquente un pensionnat pour garçons et joue du théâtre. En l'absence d'étudiantes, il joue régulièrement des rôles féminins, mais moins que son camarade Tortillond, dont il est sous-entendu qu'il s'agit d'une femme trans. Avant d'intégrer le régiment, il est sous-lieutenant pendant huit ans et sert au classement du couchage et fourrage de l'état-major. Il montre une compréhension innée des tours clic-clac et propose immédiatement des algorithmes de compression d'images inédits (le codage par plages) lors d'une conversation avec Guillaume des Mots. Il a une compagne, Emmeline. Lorsqu'il se déguise en femme pour infiltrer la forteresse, il se fait appeler Daphné.
Sous le lieutenant Blouse se place le sergent Jackrum, un homme âgé et très gros. Il est une légende, autant chez les Borograves que dans le camp ennemi, en raison de nombreux faits héroïques au cours de sa très longue carrière. Au début du roman, il se remet d'une blessure : alors qu'il est en train d'essayer de se soigner, le général Froc, à la tête de l'armée borograve, le force à faire du recrutement pendant un an. Il ment beaucoup sur son âge et sur son ancienneté ; il semblerait qu'il soit dans l'armée depuis soixante ans, mais qu'il parvienne régulièrement à falsifier ses papiers pour se rajeunir et éviter la retraite. Il porte toujours un petit médaillon autour du cou. À la fin du roman, on apprend qu'il s'agit d'un portrait de lui adolescent et de son compagnon de l'époque, dont il a eu un enfant. Il refuse tout attribut féminin malgré son sexe de naissance. Il décide de rester un homme et de prendre sa retraite auprès de sa famille, se faisant passer pour leur grand-père plutôt que leur grand-mère.
Le caporal Croume est un homme détestable sous les ordres de Jackrum. Il rend la vie impossible à ses nouvelles recrues et abuse de son pouvoir. Après avoir déserté par peur de se retrouver au front, il est promu capitaine au sein du bureau politique de l'état-major.
Margot Barette se fait appeler Olivier et est surnommée Chouquette. Elle a une morphologie très masculine, du fait notamment de son absence de seins ou de hanches. Travaillant dans une grande auberge, elle est musclée aux mains rugueuses. Sa motivation principale est de retrouver son frère Paul, par amour mais aussi parce que si leur père meurt, en raison des lois nugganistes, c'est un cousin, un homme alcoolique et stupide, qui hériterait de l'auberge. À la fin du roman, elle est caporale chargée du recrutement.
Maladict, qui n'admet qu'une fois s'appeler Maladicta, est un vampire petit et mince habillé comme un aristocrate. Son prénom se veut l'inverse du prénom, commun en anglais, Benedict (béni / Benoît). Ne sachant pas se servir de l'épée qu'il porte en permanence, il ne l'utilise que pour dissuader les gens de l'attaquer, auquel cas il leur arracherait la tête. Il devient caporal après la désertion de Croume. Il est ruban noir, c'est-à-dire qu'il refuse de boire du sang humain et suit une démarche similaire à celle des Alcooliques Anonymes, depuis deux ans. L'arrêt du sang humain s'accompagnant d'une obsession dévorante pour autre chose, il choisit le café et a toujours avec lui sa propre machine à café et ses grains. À la fin du roman, il est lui aussi caporal chargé du recrutement.
Igor, en réalité Igorina, fait partie de l'espèce des Igor. Elle a 18 ans. Comme tous les membres de son espèce, elle est douée pour les sutures. Au début du roman, travestie, elle est couverte de points de suture et chauve ; elle a aussi le cheveu sur la langue traditionnel de son peuple. Elle explique plus tard que les points de suture sont purement esthétiques et reprend une forme féminine plutôt jolie en retrouvant son cuir chevelu d'origine. Elle oublie parfois de chuinter, une habitude masculine. Les Igorina n'ont pas le droit d'exercer la médecine et sont plutôt encouragées à devenir couturières. Igorina s'engage donc dans l'armée pour y acquérir une première expérience dont elle espère qu'elle lui permettra de convaincre son père. À la fin du roman, elle est gynécologue dans la capitale.
Carborondum, Jade en réalité, est un troll couvert de lichen et de mousse portant un nid d'oiseau sur une oreille et un jeune arbre déraciné en guise de gourdin. Elle explique que les trolls empêchent leurs femmes de porter des gourdins ou du lichen, ce qui lui déplaît beaucoup. Elle se marie avec un troll zlobène et ils partent à l'aventure à la fin du roman.
Licou, surnommé Biroute et de son vrai prénom Magda, est décrite comme un jeune homme grand et roux au crâne rasé. Elle vient de la maison de redressement pour filles du village de Munz, comme l'Asperge et Pignole. Elle est en couple avec l'Asperge et, ensemble, elles ont fui la maison de redressement. L'Asperge, ou Tilda, qui prend quant à elle le prénom de Friton, est une femme brune au teint sombre, petite et mince, qui reste toujours aux côtés de Biroute. Elle est pyromane. Au cours de son internement dans la maison de redressement, elle est envoyée travailler dans une minoterie. Elle en revient enceinte. Le personnel de la maison de redressement la fait accoucher et la sépare de son bébé avant de la battre, les mères célibataires étant une abomination aux yeux de Nuggan. Biroute et l'Asperge partent s'installer ensemble loin du front à la fin du roman.
Goum, surnommée Pignole et de son vrai prénom Alice, est une ancienne fille de cuisine. Elle s'est, elle aussi, enfuie de la maison de redressement. Âgée de 19 ans, elle est très religieuse et récite le bénédicté d'une voix forte avant les repas. Elle est très maigre et nerveuse. Elle s'engage après avoir eu une révélation mystique : la Duchesse est sortie de son portrait pendant le sommeil de Pignole pour lui ordonner de prendre le commandement de l'armée borograve. Il s'avère contre toute attente qu'elle est effectivement possédée par l'esprit de la Duchesse, qui fait passer son message en la possédant devant l'état-major borograve puis la libère. Elle devient ensuite servante dans la maisonnée du général Froc, où elle s'estime très heureuse de n'être pas battue. Son personnage est une référence à Jeanne d'Arc,.
Manicole, surnommée Chouffe et de son vrai prénom Babette, est d'abord décrite comme un garçon trapu et un peu gros. Elle s'engage dans l'armée pour retrouver l'homme qui l'a mise enceinte, Jeannot.

##### Divinités
Nuggan est le dieu unique des Borograves. Ses préceptes sont enseignés par le Livre de Nuggan, aussi appelé Le Testament vivant de Nuggan, et incluent une liste toujours croissante d'abominations. À la fin du roman, Pignole explique que Nuggan est en réalité mort : c'est peut-être une référence à l'assaut du panthéon des dieux par Cohen le Barbare dans Le Dernier Héros.
La duchesse Annagovie, surnommée la Petite Mère par le peuple, vit recluse depuis plus de 30 ans sous prétexte de faire le deuil de son mari mort dans un accident de cheval. Son portrait est affiché dans toutes les maisons du pays et le peuple prie la Duchesse, qui est à la tête de l'Église et considérée comme plus clémente que Nuggan, le dieu officiel du pays. Son âge supposé est de 97 ans, mais il s'avère plus tard dans le livre qu'elle est déjà morte et que la nouvelle a été cachée pour empêcher le prince Heinrich d'hériter du trône. Elle est devenue une divinité après sa mort mais demande à son peuple de cesser de lui adresser leurs prières et de la laisser accéder au repos éternel.

##### Autres personnages borograves
Le père Jupe est un religieux représentant Nuggan au village. Il est connu pour sa violence et son application stricte des règles du nugganisme. Il travaille à la maison de redressement pour jeunes filles de Munz où il maltraite notamment Biroute, l'Asperge et Pignole.
Paul Barette est le frère de Margot et la raison pour laquelle elle s'est engagée dans l'armée. Il est décrit comme très costaud et gentil, mais lent d'esprit. Il est passionné d'oiseaux et très doué pour les dessiner. Enfant, il a un jour peint un roitelet extrêmement réaliste, qui a été brûlé par sa mère parce que les représentations d'êtres vivants sont des abominations : c'est un traumatisme profond pour Margot, qui n'a jamais pardonné à leur mère.
À Plotz, le camp militaire où l'escouade arrive en début de roman, on rencontre deux autres personnages borograves. Le premier est le caporal Escalotte, surnommé Trois-pièces parce qu'il n'a pas de jambes : son régiment a eu recours au cannibalisme pendant une opération militaire particulièrement difficile, une pratique apparemment courante dans l'armée. Il tient le dépôt d'armes et d'uniformes de Plotz. Le lieu a également un bar, où travaille Mariette Couche-toi-là, une serveuse fidèle à son surnom que Margot tente désespérément d'éviter pour ne pas éventer son secret.

#### Personnages zlobènes ou d'Ankh-Morpork
Les personnages d'Ankh-Morpork présents dans le roman sont ceux du Guet municipal (Samuel Vimaire, Angua, Dingo Swires notamment), le seigneur Rouille à la tête des forces armées, et l'équipe du Disque-monde, en particulier Guillaume des Mots et Otto Chriek. Tous sont présents dans d'autres romans des Annales du Disque-monde. Samuel Vimaire est nommé consul d'Ankh-Morpork auprès de la Zlobénie et son attaché est Clarence Dumenton ; pour les Borograves, il est connu sous le surnom de « Vimaire le Boucher ». Dingo Swires est un Nac mac Feegle volant sur une buse nommée Pignouf. Il mesure une quinzaine de centimètres de haut et est le seul membre aéroporté de la garde d'Ankh-Morpork. Le sergent Angua von Uberwald est quant à elle une louve-garou.
Le prince Heinrich de Zlobénie devrait régner sur la Borogravie en cas de mort de la Duchesse ; à défaut, il tente de les envahir. Il affirme vouloir faire de la Zlobénie une puissance comme Ankh-Morpork, ce qui inquiète cette dernière plus que ça ne la flatte, bien qu'il ne s'en rende pas compte. Il tente d'agresser Margot et s'en trouve puni par une humiliation publique, racontée ensuite dans Le Disque-monde.

### Lieux
La Borogravie et la Zlobénie sont deux petits pays d'une région similaire aux Balkans par sa géopolitique, dans les montagnes du Bélier et la zone d'Uberwald du continent principal du Disque-monde. Le troisième petit pays ayant récemment obtenu l'indépendance d'Uberwald est la Mouldavie. Le nom de Borogravie est une référence au borogove, une espèce fictive éteinte d'oiseaux inventée par Lewis Carroll dans De l'autre côté du miroir. Terry Pratchett affirme détester les romans de Carroll, mais s'en inspire régulièrement dans son œuvre. La Borogravie et la Zlobénie sont séparées par la Knek, une rivière qui marque la frontière entre les deux pays. Elle est sujette aux crues, ce qui explique les conflits armés réguliers entre les deux pays.
Munz est la ville dont sont originaires les jeunes femmes du régiment monstrueux : on y trouve entre autres l'auberge de la Duchesse, où vit et travaille Margot, et une maison de redressement pour filles. Le château où vit la Duchesse est situé dans la ville de PrinceMarmadukePiotreAlbertHansJosephBernhardtWilhelmsberg. Tübz et Plün sont des villages borograves, ainsi que Lipz, rasé l'année précédant le récit. Plotz et Crotz sont deux camps militaires, le premier possédant un dépôt d'armes et le second servant de camp d'entraînement pour les nouvelles recrues. Enfin, la grande forteresse borograve est située à Lint.

## Publication et accueil de l'œuvre

### Genèse et écriture
Terry Pratchett affirme avoir beaucoup aimé la rédaction du roman. Il précise qu'avec quelques changements mineurs, il aurait pu être un récit de la Guerre d'indépendance espagnole. Il raconte qu'une partie importante de ses recherches historiques s'est déroulée dans des librairies lesbiennes, et que des livres pris au hasard dans des librairies d'occasion lui ont fourni un scénario prêt à être utilisé. Certains critiques comparent la situation de la Borogravie aux Balkans.

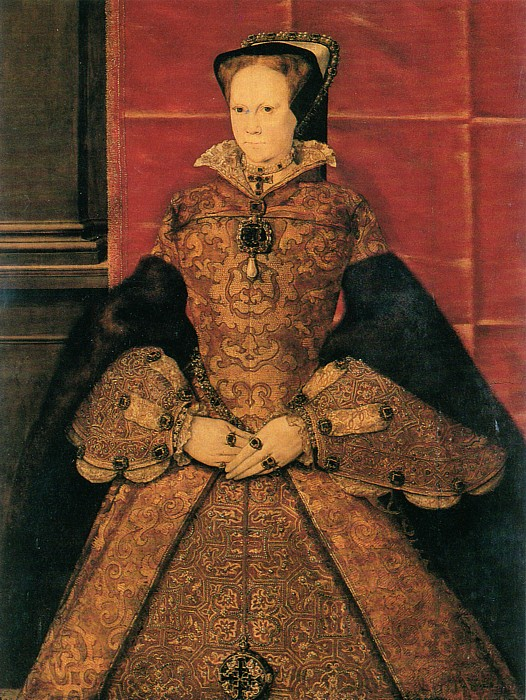
Le règne de Marie Ire pousse John Knox à se plaindre du pouvoir militaire croissant des femmes.

Le titre du livre fait référence à un pamphlet écrit par John Knox intitulé The First Blast of the Trumpet Against the Monstruous Regiment of Women, critiquant l'autorité féminine exercée dans les îles Britanniques au XVIe siècle et plus spécifiquement le règne de Marie Ire. Il indique à la fois le thème du roman et le fait que la présence des femmes dans l'armée est sujette à controverses depuis des siècles. Le personnage de Margot, qui se fait appeler Olivier (Polly / Oliver en anglais) est inspiré par la chanson folklorique Sweet Polly Oliver,.
Le roman mentionne plusieurs chansons folkloriques réelles ou inventées. Dans la version anglophone, il est fait référence à The World Turned Upside Down (devenu Menteries dans la version française), The Devil Shall Be My Sergeant (Je maudis le sergent), Johnny Has Gone For a Soldier et The Girl I Left Behind (remplacées en français par Silvestrik et J'ai fait une maîtresse). D'autres chansons, comme Je regrette de l'avoir embrassée et Le colonel Crapski, sont inventées de toutes pièces. L'hymne de la Borogravie est inspiré des hymnes français et britannique. Pratchett fait référence à la chanson I-Feel-Like-I'm-Fixin'-to-Die Rag, jouée notamment à Woodstock par Country Joe and the Fish pour protester contre la guerre au Vietnam.

### Illustrations

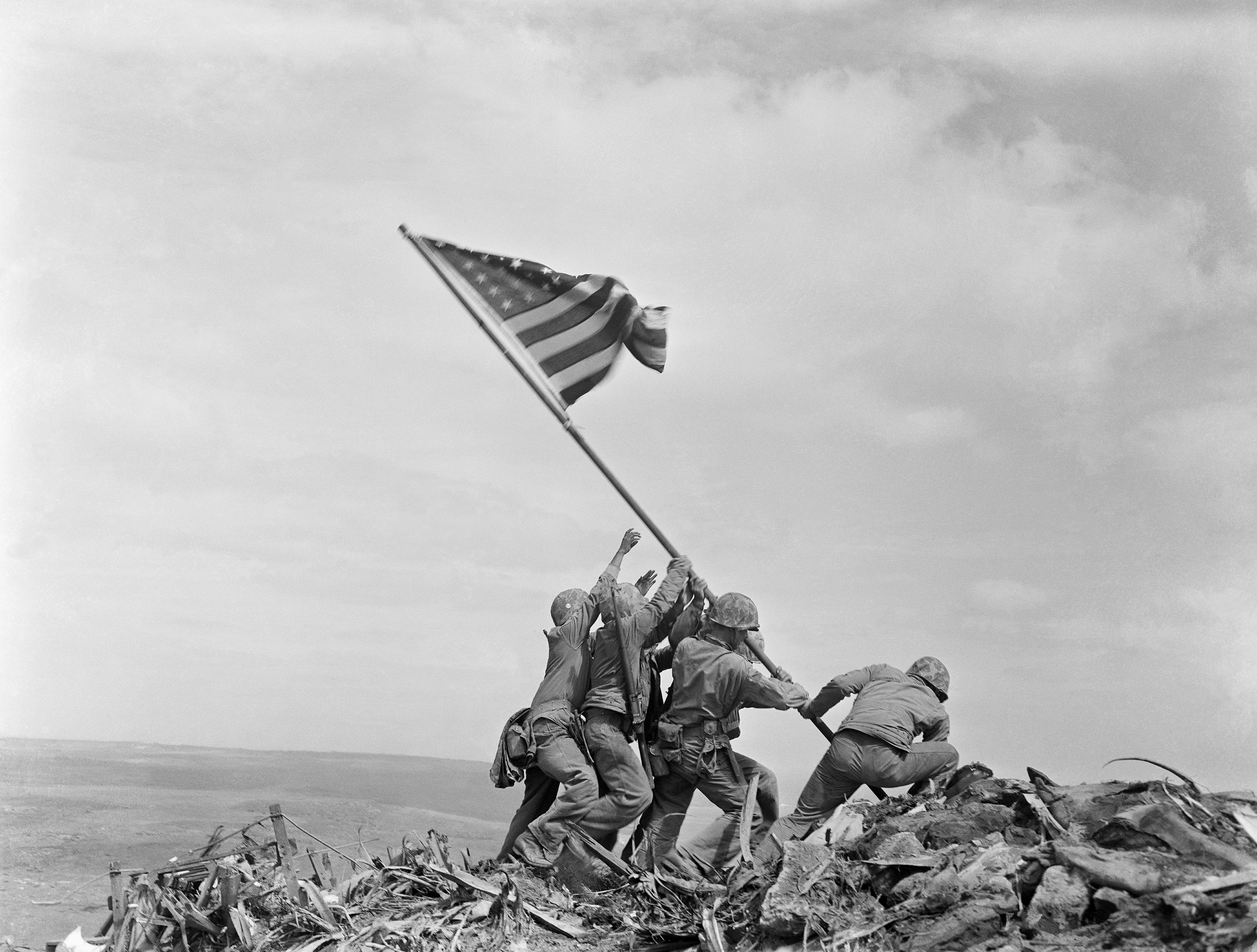
La photographie qui a inspiré la couverture originale du roman.

L’illustration originale, signée Paul Kidby, fait référence à la photo Raising the Flag on Iwo Jima de Joe Rosenthal. Il ne s'agit pas d'une parodie claire, mais plutôt d'un emprunt esthétique. La couverture de Kidby est en couleur, contrairement à la photo originale, mais reprend l'angle du drapeau, la forme des nuages et la composition générale de la photographie. Au lieu de porter le drapeau national de la Borogravie, les cinq personnages représentés sur l'image (Margot, Maladict, Jade, Chouffe et Biroute) portent un drapeau blanc confectionné à l'aide de sous-vêtements féminins. Les soldates regardent le lecteur dans les yeux.
Une illustration en début de roman représente une caricature décrite plus loin dans l'ouvrage. La caricature représente le petit pays de Borogravie s'élevant contre la grande puissance qu'est Ankh-Morpork. Elle est signée Fizz, en hommage au caricaturiste Hablot Knight Browne qui signait ses dessins Phiz.

### Accueil
The New York Times publie un avis positif sur Le Régiment monstrueux, comparant le travail de Pratchett sur le thème de la guerre à celui de Wilfred Owen. Le Chicago Reader s'amuse de la façon dont la pièce de théâtre adaptée du roman est une satire de la fragilité des rôles de genre traditionnels, tandis que Publishers Weekly fait l'éloge de la critique du pouvoir, de l'intolérance religieuse et des stéréotypes de genre. Un avis critique plus mitigé vient de PopMatters, qui trouve que le roman manque de subtilité tout en présentant bien les nombreuses facettes de la belligérance borograve. BuzzFeed publie une critique négative du roman, l'estimant lourd et confus, et le place dernier des romans pour adultes du Disque-monde publiés avant le diagnostic de maladie d'Alzheimer de Terry Pratchett.
Pratchett lui-même estime que le roman n'est pas loin d'avoir intégré la culture populaire, sans tout à fait y parvenir. Cory Doctorow estime que le roman est peut-être le meilleur à date de la série du Disque-monde. Ce n'est pas l'avis de Ursula K. Le Guin, qui trouve le roman drôle et bien écrit mais fait remarquer qu'il est trop hétéronormé et que ses blagues sur l'homosexualité, ainsi que le fait que les personnages lesbiens ne soient caractérisés ainsi que par une série de sous-entendus, gâchent la lecture.
Le roman est nommé pour un prix Locus en 2004 et finit en deuxième place du classement derrière Paladin des âmes de Lois McMaster Bujold. Il n'est pas éligible au prix James Tiptree, Jr. la même année mais reçoit une mention honorable du jury. Si on ne connaît pas le nombre de ventes du roman, l'année précédant sa parution, un livre vendu sur 100 en Angleterre est déjà écrit par Pratchett.

### Éditions
Le 30 septembre 2003, la première édition du livre sort chez HarperCollins, avec une sortie le lendemain chez Doubleday avec une couverture de Paul Kidby. Le roman est publié en couverture souple pour la première fois en septembre 2004 et en ebook à partir de septembre 2008.
Les romans des Annales du Disque-monde sont traduits en français par Patrick Couton, qui a reçu en 1998 le prix de traduction du grand prix de l'Imaginaire pour son travail. Ils sont publiés originellement par L'Atalante. C'est également le cas du Régiment monstrueux, traduit par Couton et sorti chez L'Atalante en 2007.

### Adaptations
Un livre audio est narré par Stephen Briggs. Il remporte le prix Audie de la science-fiction en 2004. Il n'existe aucune adaptation audiovisuelle du roman en 2023.
En 2014, Le Régiment monstrueux est adapté sous forme de pièce de théâtre par Chris Hainsworth à Chicago et reçoit un accueil modeste mais positif,.

## Thèmes

### Genre

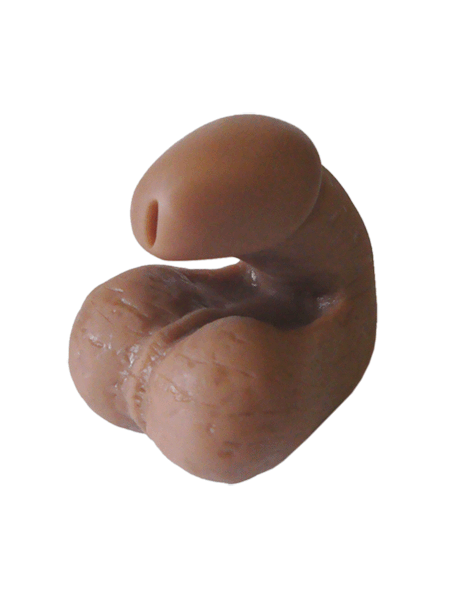
Le port de chaussettes dans les sous-vêtements est une alternative répandue à l'achat d'un packer spécialisé pour les personnes transmasculines et celles se travestissant en homme

L'identité féminine de Margot ne fait aucun doute dans le roman : elle ne remet jamais en question son identité de genre. C'est le cas de la majorité des personnages principaux du roman, à l'exception de Jackrum. La fragilité du genre est cependant souvent soulignée : Margot raconte plusieurs fois avoir laissé une paire de chaussettes (dans son slip) prendre des décisions à sa place, tandis que les Igor traitent leur corps comme un vêtement modifiable à l'envi, ce qui est lu comme une référence à la culture drag. Margot conserve ses cheveux longs dans son paquetage, parce qu'elle reste attachée à son genre, alors qu'elle sait parfaitement que ce choix est risqué. L'utilisation répétée des chaussettes comme métaphore des testicules sert à montrer que l'anatomie n'a pas d'importance intrinsèque : c'est l'idée de la masculinité qui compte dans ces relations sociales.
Lors de la scène où on découvre que Jackrum connaît le genre de toutes ses recrues, il continue ouvertement à les appeler « mes p'tits gars ». Il leur dit qu'elles n'ont pas eu le choix de leur sexe de naissance et qu'il n'a donc aucune importance à ses yeux. Il met un point d'honneur à les former malgré leur genre, estimant que les jeunes femmes sont tout aussi compétentes que leurs équivalents masculins. Jackrum est désigné au masculin sauf au cours d'une conversation avec Margot, quand cette dernière découvre son genre de naissance. Après cette scène, il retrouve ses pronoms masculins dans le roman, de façon logique puisqu'il continue à vivre en homme. Il ne semble jamais triste d'avoir abandonné sa féminité, mais seulement d'avoir perdu tout lien avec sa famille et de ne pas pouvoir le recréer en se présentant comme une femme peu respectable.
Lorsque Margot reçoit, de la part d'un homme inconnu, la paire de chaussettes et les conseils pour se faire passer par un homme, elle se sent menacée. Elle est convaincue que l'inconnu va la dénoncer, alors même qu'il l'aide à se travestir : Pratchett souligne la surprise de voir quelqu'un soutenir une femme travestie dans un milieu non-mixte, subvertissant une norme sociale du monde réel. Il est relativement évident pour le lectorat, et pour quelques personnages masculins du roman, que ce travestissement ne peut fonctionner que dans une armée extrêmement désorganisée d'un pays qui ne peut même pas concevoir l'idée de soldates femmes. Il en va de même dans l'autre sens, quand le lieutenant Blouse se travestit en femme de façon parfaitement ridicule mais ne rencontre aucun obstacle pour convaincre les gardes, jouant à outrance les stéréotypes féminins dans une société qui les essentialise. Les lavandières savent toutes immédiatement qu'il s'agit d'un homme en voyant sa performance de genre, mais cette dernière fonctionne sur les soldats masculins. Quand les soldates remettent des vêtements de femmes, les attitudes qu'elles ont acquises pendant leur travestissement et le fait qu'elles ne répondent pas aux normes de leur genre (par exemple, Margot doit rembourrer sa robe en raison de sa poitrine trop plate et toutes sauf Igorina ont les cheveux courts) les rendent moins crédibles en tant que femmes. Ce n'est que quand Chouffe, qui est enceinte, se déshabille pour prouver qu'elle est une femme que les soldats prennent les infiltrées au sérieux. Le roman inclut une blague sur le Don't ask, don't tell, une politique qui, si elle est encore en vigueur aux États-Unis au moment de sa publication, ne l'est plus au Royaume-Uni depuis 2000.
Le thème de l'outing est régulièrement abordé dans le roman. Les militaires de l'état-major, découvrant que les femmes sont une majorité dans leurs rangs, admettent avoir toujours cru être les seules ou tout du moins extrêmement minoritaires, sans solidarité entre elles. Les personnages principaux, après avoir découvert que plus de la moitié de l'armée borograve est composée de femmes travesties, se refusent à l'annoncer en public dans un premier temps, afin de laisser le temps à chacun de choisir son identité de genre et de la partager publiquement dans un environnement dont les mœurs changent très rapidement. Jackrum estime qu'il n'a pas à traiter les gens différemment selon leur sexe, ni à l'exposer contre leur gré. Cette morale est partagée par Angua, qui file le groupe depuis longtemps et entend leurs conversations sur le genre. À la fin du roman, elle explique à Margot Barette pouvoir sentir le sexe des gens sous sa forme animale, mais précise qu'elle n'aurait jamais dévoilé l'identité des soldates si elles n'en avaient pas parlé entre elles à voix haute, dans un contexte où n'importe qui aurait pu les entendre.
Quand les femmes sont enfin acceptées dans l'armée, on leur fournit un uniforme avec une jupe et des plumes au chapeau. Cet uniforme très féminisé déplaît à Margot, qui se sent traitée comme une mascotte plutôt que comme une militaire. Elle se réjouit cependant de la naissance d'une sororité dans l'armée borograve, maintenant que plus personne ne pense être la seule femme travestie.

### Religion
Dans les écrits de Pratchett, la religion est toujours importante d'un point de vue culturel. La liste des abominations de Nuggan s'étend en permanence, incluant avec le temps la couleur bleue, les bébés et le fromage, entre autres.
Le fait que cette liste soit de plus en plus longue, et inclue des éléments de plus en plus absurdes et contraignants. est une observation sur la relation entre gouvernement et religion. Elle est aussi la cause de l'implication d'Ankh-Morpork dans la guerre qui ruine la Borogravie. En effet, d'après la religion nugganiste, les tours clic-clac, des sémaphores à mi-chemin entre le télégraphe et Internet, sont des abominations. Lorsqu'une tour zlobène se retrouve du côté borograve de la frontière à cause d'une crue de la Knek, l'armée borograve la détruit. Or, le réseau appartient à la puissante Cité-État d'Ankh-Morpork et ces destructions lui coûtent cher et la motivent à s'engager dans le conflit.
La religion est une limite importante à l'émancipation des femmes dans le roman. Le fait de se travestir, de se battre ou encore d'apprendre à écrire sont interdits dans la religion nugganiste : dans le cadre de l'armée, toutes les femmes travesties ont donc brisé un tabou religieux. Les membres du régiment, aidées par Pignole qui prophétise que Nuggan est déjà mort, remettent en cause la confiance aveugle en un dogme religieux (sans remettre en cause le dogme va-t-en guerre de leur pays) et traitent la religion comme une force culturelle à contrecarrer. Se battant contre la misogynie de l'armée, les femmes du régiment monstrueux se retrouvent donc à critiquer les interdits religieux et le rapport à la foi dans leur ensemble.

### Guerre
Le roman parodie la futilité des guerres et envoie un message pacifiste.

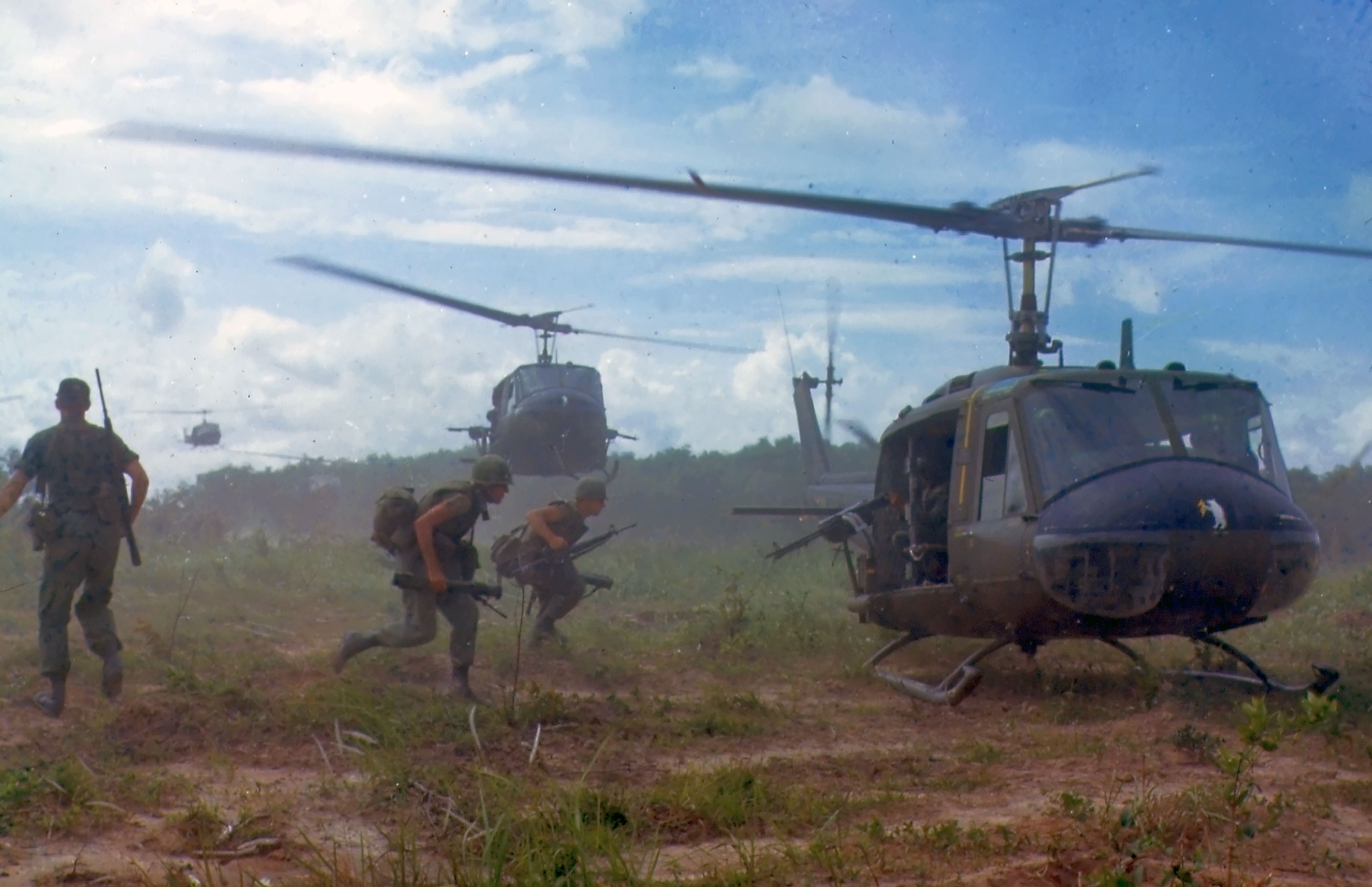
Maladict a des hallucinations d'hélicoptères pendant la Guerre du Viêt Nam.

De nombreux aspects du roman, par exemple le fait de recevoir le denier de la duchesse (référence au shilling du roi) et l'uniforme rouge, sont influencés par l'histoire de l'armée britannique. Les Zlobènes, quant à eux, ont des uniformes bleu marine, comme la Prusse et les États-Unis à la fin du dix-neuvième siècle. Les hallucinations de Maladict privé de café sont une référence à la guerre du Vietnam et peut-être au film Apocalypse Now en particulier.
Au cours des trente dernières années, la Borogravie a déclaré la guerre au moins une fois à chacun de ses voisins. Elle a également envahi la Zlobénie l'année précédente, ce qui contredit le discours officiel selon lequel la Borogravie ne ferait que se défendre contre ses voisins. À la fin du roman, le prince Heinrich tente d'envahir la Borogravie et la guerre reprend dans un éternel recommencement. Samuel Vimaire, un personnage habituellement sympathique au lecteur et héros de plusieurs romans des Annales du Disque-monde, est surnommé « le Boucher » par la propagande borograve. Cela s'intègre dans une longue lignée de personnages historiques auxquels on a donné ce surnom.
Le lieutenant Blouse est passionné d'histoire militaire et décrit comme ayant toujours La Science de la Guerre avec lui, quitte à essayer d'en appliquer les préceptes théoriques dans des situations qui ne le permettent absolument pas. Jackrum se méfie des journalistes, et plus généralement de toutes les personnes qui savent lire et écrire, estimant qu'elles ont trop de pouvoir et qu'elles peuvent révéler que tout ce qu'on croit savoir est faux. Les journaux ont cependant une importance énorme dans le récit : Guillaume des Mots est mieux informé que les deux armées, qui s'appuient sur son quotidien pour s'informer des mouvements adverses. Il est possible que cette situation soit inspirée de celle bien réelle de la Guerre du Golfe.

### Le Régiment monstrueux
1. 1 2  Pratchett 2014, p. 55-56.
2. 1 2 3  Pratchett 2014, p. 1-12.
3. ↑  Pratchett 2014, p. 93-94.
4. 1 2  Pratchett 2014, p. 104-108.
5. ↑  Pratchett 2014, p. 126-127.
6. ↑  Pratchett 2014, p. 142.
7. ↑  Pratchett 2014, p. 223.
8. 1 2  Pratchett 2014, p. 163.
9. ↑  Pratchett 2014, p. 238.
10. ↑  Pratchett 2014, p. 250.
11. 1 2  Pratchett 2014, p. 285.
12. ↑  Pratchett 2014, p. 323.
13. 1 2  Pratchett 2014, p. 339.
14. ↑  Pratchett 2014, p. 342.
15. 1 2  Pratchett 2014, p. 350.
16. ↑  Pratchett 2014, p. 352.
17. ↑  Pratchett 2014, p. 354.
18. ↑  Pratchett 2014, p. 372.
19. ↑  Pratchett 2014, p. 373.
20. ↑  Pratchett 2014, p. 377.
21. ↑  Pratchett 2014, p. 384.
22. ↑  Pratchett 2014, p. 386.
23. ↑  Pratchett 2014, p. 397.
24. ↑  Pratchett 2014, p. 413.
25. ↑  Pratchett 2014, p. 418.
26. ↑  Pratchett 2014, p. 428.
27. ↑  Pratchett 2014, p. 429.
28. ↑  Pratchett 2014, p. 432.
29. ↑  Pratchett 2014, p. 75.
30. ↑  Pratchett 2014, p. 87.
31. ↑  Pratchett 2014, p. 382.
32. ↑  Pratchett 2014, p. 100.
33. ↑  Pratchett 2014, p. 219.
34. ↑  Pratchett 2014, p. 281.
35. ↑  Pratchett 2014, p. 378.
36. ↑  Pratchett 2014, p. 67.
37. ↑  Pratchett 2014, p. 309.
38. 1 2  Pratchett 2014, p. 443.
39. ↑  Pratchett 2014, p. 409.
40. ↑  Pratchett 2014, p. 25.
41. ↑  Pratchett 2014, p. 52.
42. 1 2  Pratchett 2014, p. 127.
43. ↑  Pratchett 2014, p. 46.
44. 1 2  Pratchett 2014, p. 12.
45. ↑  Pratchett 2014, p. 234.
46. 1 2  Pratchett 2014, p. 436.
47. 1 2  Pratchett 2014, p. 132.
48. ↑  Pratchett 2014, p. 150.
49. ↑  Pratchett 2014, p. 34.
50. ↑  Pratchett 2014, p. 317.
51. ↑  Pratchett 2014, p. 45.
52. 1 2 3  Pratchett 2014, p. 190.
53. 1 2  Pratchett 2014, p. 110.
54. ↑  Pratchett 2014, p. 65.
55. ↑  Pratchett 2014, p. 361.
56. 1 2  Pratchett 2014, p. 435.
57. ↑  Pratchett 2014, p. 173.
58. ↑  Pratchett 2014, p. 240.
59. 1 2  Pratchett 2014, p. 37.
60. 1 2  Pratchett 2014, p. 54.
61. ↑  Pratchett 2014, p. 174.
62. 1 2 3  Pratchett 2014, p. 402.
63. ↑  Pratchett 2014, p. 98.
64. 1 2  Pratchett 2014, p. 21.
65. ↑  Pratchett 2014, p. 20-21.
66. ↑  Pratchett 2014, p. 71.
67. ↑  Pratchett 2014, p. 39.
68. ↑  Pratchett 2014, p. 63.
69. ↑  Pratchett 2014, p. 114.
70. 1 2  Pratchett 2014, p. 92.
71. ↑  Pratchett 2014, p. 59.
72. ↑  Pratchett 2014, p. 131-132.
73. ↑  Pratchett 2014, p. 22.
74. ↑  Pratchett 2014, p. 123.
75. ↑  Pratchett 2014, p. 68, 75.
76. ↑  Pratchett 2014, p. 215.

### Autres références
1. 1 2 3 4 5 6 7 8 9 10 11 12 13 14  (en-US) Emmet Asher-Perrin, « Terry Pratchett Book Club: Monstrous Regiment, Part I », sur Tor.com, 30 juin 2023 (consulté le 6 septembre 2023)
2. 1 2  (en) « Monstrous Regiment by Terry Pratchett », sur Worlds Without End (consulté le 6 septembre 2023)
3. 1 2 3 4 5 6 7  (en) « Book Review: “Monstrous Regiment” by Terry Pratchett », sur MuggleNet (consulté le 16 octobre 2023)
4. 1 2 3  (en) Terry Pratchett, entretien télévisé, Interview with author Terry Pratchett, [« Interview de l'auteur Terry Pratchett »], Fast Forward: Contemporary Science Fiction, 30 septembre 2003 (consulté le 26 septembre 2023).
5. 1 2 3  (en-US) « Book review: “Monstrous Regiment” by Terry Pratchett », 23 septembre 2022 (consulté le 16 octobre 2023)
6. 1 2 3 4 5 6 7 8  (en-US) Cory Doctorow, « Monstrous Regiment: the finest Discworld novel? », sur Boing Boing, 5 janvier 2015 (consulté le 3 septembre 2023)
7. 1 2 3 4 5 6 7 8 9  (en-US) Emmet Asher-Perrin, « Terry Pratchett Book Club: Monstrous Regiment, Part II », sur Tor.com, 14 juillet 2023 (consulté le 7 septembre 2023)
8. 1 2 3  (en-GB) « Monstrous Regiment », sur Colin Smythe (consulté le 16 octobre 2023)
9. 1 2 3 4 5 6 7 8 9 10 11  (en-US) Emmet Asher-Perrin, « Terry Pratchett Book Club: Monstrous Regiment, Part III », sur Tor.com, 4 août 2023 (consulté le 7 septembre 2023)
10. 1 2 3 4 5 6 7 8 9 10 11 12 13 14 15 16 17 18 19  (en) Katherine Lashley, « Monstrous Women: Feminism in Terry Pratchett's Monstrous Regiment », Gender Forum; Köln, no 52,‎ 2015 (lire en ligne )
11. 1 2 3 4 5 6 7 8 9 10 11 12 13 14 15  (en-US) Emmet Asher-Perrin, « Terry Pratchett Book Club: Monstrous Regiment, Part IV », sur Tor.com, 11 août 2023 (consulté le 7 septembre 2023)
12. ↑  (en) David G. Lloyd, « A beginner's guide to Terry Pratchett's Discworld », sur The Conversation, 9 mars 2016 (consulté le 25 septembre 2023)
13. 1 2  Rana 2018, p. 2.
14. ↑  (en) Lian Sinclair, « Magical Genders: The Gender(s) of Witches in the Historical Imagination of Terry Pratchett's Discworld », Mythlore, vol. 33, no 2 (126),‎ 2015, p. 5–18 (ISSN 0146-9339, lire en ligne, consulté le 3 septembre 2023)
15. 1 2 3 4 5 6 7 8 9 10 11 12 13 14  (en) « The Annotated Pratchett File v9.0 - Monstrous Regiment », sur lspace.org (consulté le 6 septembre 2023)
16. ↑  (en) « Monstrous Regiment », sur Kirkus Reviews
17. ↑  Terry Pratchett's ethical worlds: essays on identity and narrative in Discworld and beyond, McFarland & Company, Inc., Publishers, 2020 (ISBN 978-1-4766-7449-0)
18. 1 2  (en) Elisabeth Rose Gruner, « Wrestling with Religion: Pullman, Pratchett, and the Uses of Story », Children's Literature Association Quarterly, vol. 36, no 3,‎ 2011, p. 276–295 (ISSN 1553-1201, DOI 10.1353/chq.2011.0035, lire en ligne  [PDF], consulté le 16 octobre 2023)
19. ↑  (en-US) « Monstrous Regiment Persons – Alphabetic », sur Narrativium Reviews, 10 mars 2022 (consulté le 25 septembre 2023)
20. 1 2  (en) Terry Pratchett et Stephen Briggs, The Compleat Discworld Atlas, 2015 (ISBN 9781448127320), « Uberwald »
21. 1 2  (en-US) Neil Gaiman, « An interview with Sir Terry Pratchett », sur Boing Boing, 10 octobre 2011 (consulté le 26 septembre 2023)
22. 1 2 3 4  (en) Discworld and the disciplines: critical approaches to the Terry Pratchett works, McFarland & Company, Inc., Publishers, coll. « Critical explorations in science fiction and fantasy », 2014 (ISBN 978-0-7864-7464-6)
23. ↑  (en) Kerry Fried, « Death Comes Astride Binky », The New York Times,‎ 28 septembre 2003 (lire en ligne, consulté le 3 juin 2018)
24. 1 2  (en) Tony Adler, « Monstrous Regiment, delightful show », Chicago Reader,‎ 11 juin 2014 (lire en ligne, consulté le 3 juin 2018)
25. ↑  « Monstrous Regiment » (review), Publishers Weekly,‎ 8 septembre 2003 (lire en ligne, consulté le 3 juin 2018)
26. ↑  (en) Matt Duvall, « Monstrous Regiment by Terry Pratchett », sur PopMatters, 20 janvier 2004 (consulté le 3 juin 2018)
27. ↑  (en) Tom Chivers, « The Definitive Listing Of Terry Pratchett's Discworld Novels », sur BuzzFeed, 2 mars 2015 (consulté le 3 juin 2018)
28. ↑  (en) Cory Doctorow, « Monstrous Regiment: the finest Discworld novel? », sur Boing Boing, 5 janvier 2015 (consulté le 3 juin 2018)
29. 1 2  (en-US) Debbie Notkin, « 2004 Long List « Otherwise Award », sur Otherwise Award, 12 mars 2010 (consulté le 26 septembre 2023)
30. ↑  « sfadb: Locus Awards 2004 », sur www.sfadb.com (consulté le 6 septembre 2023)
31. ↑  (en) Janet Brennan Croft, « Nice, Good, or Right: Faces of the Wise Woman in Terry Pratchett’s ‘Witches’ Novels », Mythlore, vol. 26, nos 3/4,‎ 2008, p. 151-164 (lire en ligne).
32. 1 2 3  « Title: Monstrous Regiment », sur isfdb.org (consulté le 6 septembre 2023)
33. ↑  GPI — Palmarès par catégories — Traduction sur gpi.noosfere.org (consulté le 22 décembre 2011).
34. ↑  Baudou 2005, p. 72.
35. ↑  (en-US) « 2004 audie-awards », sur Homepage (consulté le 26 septembre 2023)
36. ↑  (en) Ben Sledge, « The Terry Pratchett Estate Is Right To Turn Down Subpar Adaptations », sur TheGamer, 23 août 2023 (consulté le 26 septembre 2023)
37. ↑  (en-US) Lawrence Bommer, « Chicago Theater Review: MONSTROUS REGIMENT (Lifeline Theatre) », sur Stage and Cinema, 9 juin 2014 (consulté le 26 septembre 2023)
38. ↑  (en-US) « Monstrous Regiment », sur Lifeline Theatre (consulté le 26 septembre 2023)
39. 1 2  (en) Vandana Saxena, « Growing up Drag: Cross Dressed Heroines in Young Adult Fiction », Feminist Studies in English Literature, vol. 20, no 3,‎ 31 décembre 2012, p. 271-309 (lire en ligne )
40. ↑  Rana 2018, p. 51.
41. ↑  (en) « Monstrous Regiment by Terry Pratchett », sur Reading Group Guides (consulté le 16 octobre 2023)